# Carl Henrik Bjørseth
Carl Henrik Bjørseth (* 8. Februar 1968) ist ein ehemaliger norwegischer Orientierungsläufer.
Bjørseth gewann 1999 in Inverness die Silbermedaille auf der Klassikdistanz bei den Weltmeisterschaften hinter seinem Landsmann Bjørnar Valstad. Bei den folgenden Weltmeisterschaften 2001 im finnischen Tampere wurde er auf der langen Strecke Dritter hinter dem Norweger Jørgen Rostrup und dem Finnen Jani Lakanen. In der Staffel mit Bernt Bjørnsgaard, Tore Sandvik und Bjørnar Valstad gewann Bjørseth die Silbermedaille hinter der finnischen Staffel.
1990 und 1995 gewann er in der Staffel von NTHI die Jukola.

## Platzierungen
| WM             | Sprint | Mittel | Lang | Staffel |
| -------------- | ------ | ------ | ---- | ------- |
| 1997 Grimstad  |        |        | 52.  |         |
| 1999 Inverness |        |        | 2.   |         |
| 2001 Tampere   |        | 8.     | 3.   | 2.      |

| NOM              | Kurz | Lang | Staffel |
| ---------------- | ---- | ---- | ------- |
| 1992 Rena        |      | 29.  | 11.     |
| 1995 Skellefteå  | 37.  | 24.  | 7.      |
| 1997 Fjerritslev | 14.  | dsq. | 6.      |
| 1999 Malvik      | 18.  | 50.  |         |
| 2001 Mikkeli     | 31.  |      | 4.      |

| Gesamt-Weltcup | Gesamt-Weltcup |
| -------------- | -------------- |
| 1990           | 45.            |
| 1996           | 15.            |
| 1998           | 6.             |
| 2000           | 10.            |